# Spätaufklärung
Als Spätaufklärung wird die nach Frühaufklärung (etwa 1680 bis 1730) und Aufklärung (etwa 1700 bis 1800) letzte Phase des Zeitalters der Aufklärung kurz vor, während und nach der Französischen Revolution (1789 bis 1799) bezeichnet, als der französische Materialismus sich bereits von einer Untergrundbewegung zu einer anerkannten Lehre etabliert hatte. Ihr Höhepunkt war die Gründung des Institut de France im Jahr 1795.
Führender Kopf der Spätaufklärung war Paul Henri Thiry d’Holbach. Als weitere Spätaufklärer sind zu nennen: Pierre-Jean Georges Cabanis, Sylvain Maréchal, Antoine Louis Claude Destutt de Tracy, Guillaume Thomas François Raynal, Jacques-André Naigeon und der Marquis de Condorcet.